# 이동현상
이동현상(移動現象)은 물질, 열 , 운동량 등의 물리량이 이동하는 속도를 취급하는 공학의 한 분야이다.
공학, 물리학 및 화학에서 이동현상에 대한 연구는 관찰된 시스템과 연구된 시스템 간의 질량, 에너지, 전하, 운동량 및 각운동량의 교환에 관한 것이다. 연속체 역학 및 열역학처럼 다양한 분야에서 도출되지만 다루는 주제 간의 공통점에 중점을 둔다. 질량, 운동량 및 열 수송은 모두 매우 유사한 수학적 프레임워크를 공유하며, 그들 사이의 유사성은 이동현상 연구에서 직접적으로 파생된 한 분야의 분석에서 종종 매우 유용한 도구를 제공하는 깊은 수학적 연결을 이끌어내기 위해 이용된다.
질량, 열 및 운동량 전달의 세 가지 하위 필드 모두에 대한 기본 분석은 종종 연구 중인 양의 총합이 시스템과 해당 환경에 의해 보존되어야 한다는 단순한 원칙에 근거한다. 따라서 이동으로 이어지는 다양한 현상은 기여도의 합이 0이어야 한다는 지식을 가지고 각각 개별적으로 고려된다. 이 원칙은 많은 관련 수량을 계산하는 데 유용하다. 예를 들어, 유체 역학에서 이동 분석의 일반적인 용도는 단단한 체적을 통해 흐르는 유체의 속도 프로파일을 결정하는 것이다.
전송 현상은 공학 분야 전반에 걸쳐 어디든 존재한다. 공학에서 이동 분석의 가장 일반적인 예 중 일부는 공정, 화학, 생물학 및 기계 공학 분야에서 볼 수 있지만 주제는 유체 역학, 열 전달과 관련된 모든 분야의 커리큘럼의 기본 구성 요소이다. 대량 전송. 이제는 열역학, 역학 및 전자기학만큼 엔지니어링 분야의 일부로 간주된다.
이동현상은 우주의 모든 물리적 변화를 수반한다. 이 현상은 더욱이 우주를 발전시키고 지구상의 모든 생명체의 성공을 책임지는 근본적인 빌딩 블록으로 간주된다. 그러나 여기서 범위는 이동현상과 인공 공학 시스템의 관계로 제한된다.

## 같이 보기
- 구성 방정식
- 연속 방정식
- 파의 전파
- 활동전위